# Église Saint-Martin de Léognan
L'église Saint-Martin est une église catholique située à Léognan, en France.

## Localisation
L'église est située au centre du bourg de Léognan dans le département français de la Gironde.

## Historique
Une première chapelle a été construite à la fin du XIe siècle. Le plan était une croix latine, terminée à l'est par trois absides semi-circulaires. La nef a trois travées et l'abside est à neuf pans, avec double étage d'arcatures et de colonnes recouvrant la totalité du mur de chevet.
Une description détaillée du chevet donnée par Léo Drouyn est consultable (voir la bibliographie).

## Les Hospitaliers
La chapelle était sur le chemin de Saint-Jacques-de-Compostelle allant de Bordeaux à Béliet. Les Hospitaliers de l'ordre de Saint-Jean de Jérusalem accueillaient les pèlerins dans l'église et dans un hôpital, aujourd'hui disparu. La chapelle est devenu église paroissiale jusqu'en 1789, quand elle fut transformée en Temple de la Raison, et ses dépendances en prison. Au XIXe siècle l'état de délabrement est tel que l'architecte Jean-Baptiste Lafargue (1801-1866), conseillé par Eugène Viollet-le-Duc, n'a pu conserver que l'abside romane lors de la reconstruction, commencée en 1853.
L'édifice est classé au titre des monuments historiques en 1862.

## Vitraux
L'église a été décorée au XIXe siècle de vitraux d'Henri Feur et de Gustave Pierre Dagrant

## Orgue
L'église possède un orgue construit par le facteur d'orgue Auguste Commaille en 1877. Il a été relevé en 1960 par la maison Boisseau en lui ajoutant 30 notes au pédalier. L'orgue est actuellement hors d'état de fonctionner.

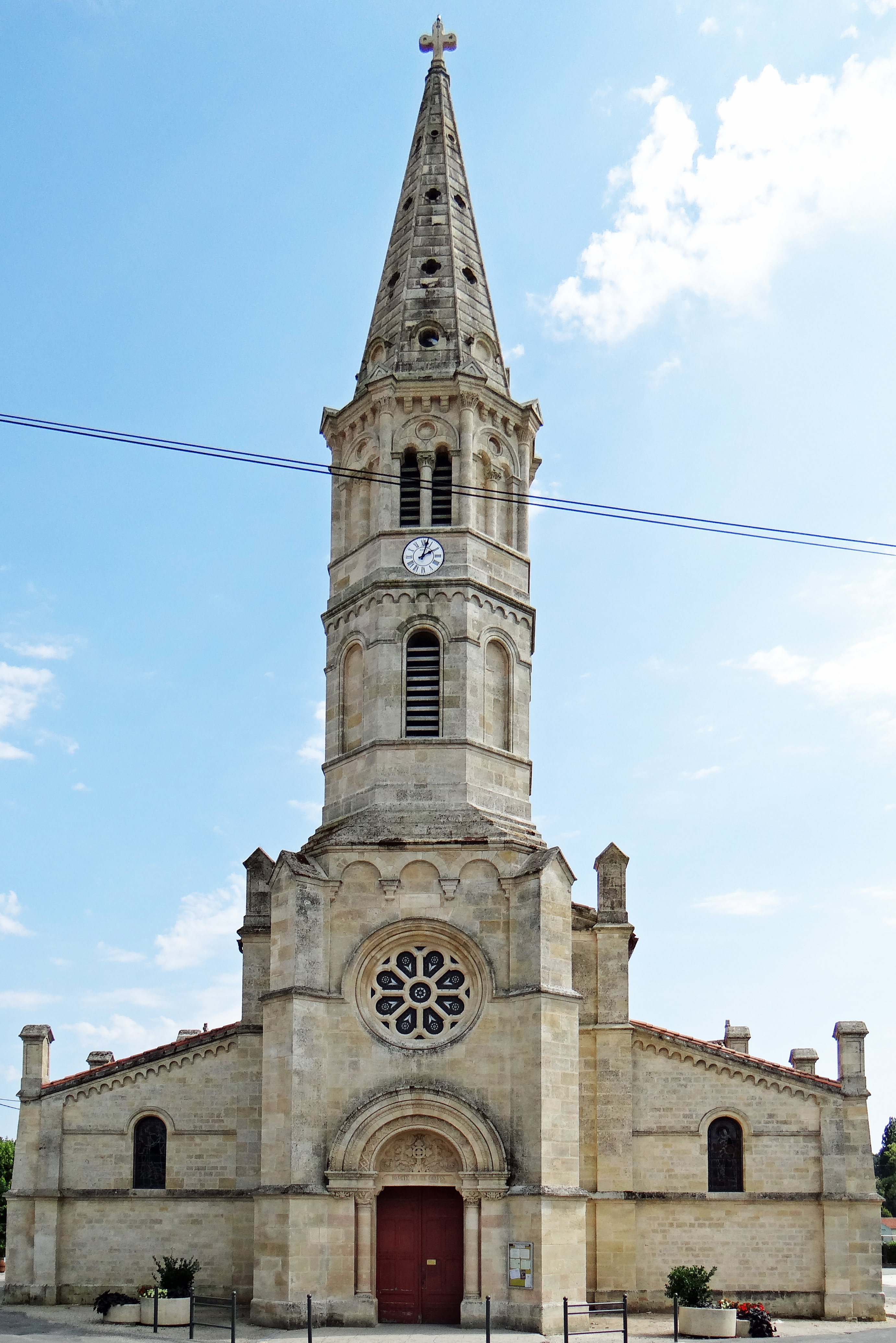
Le clocher et la façade occidentale
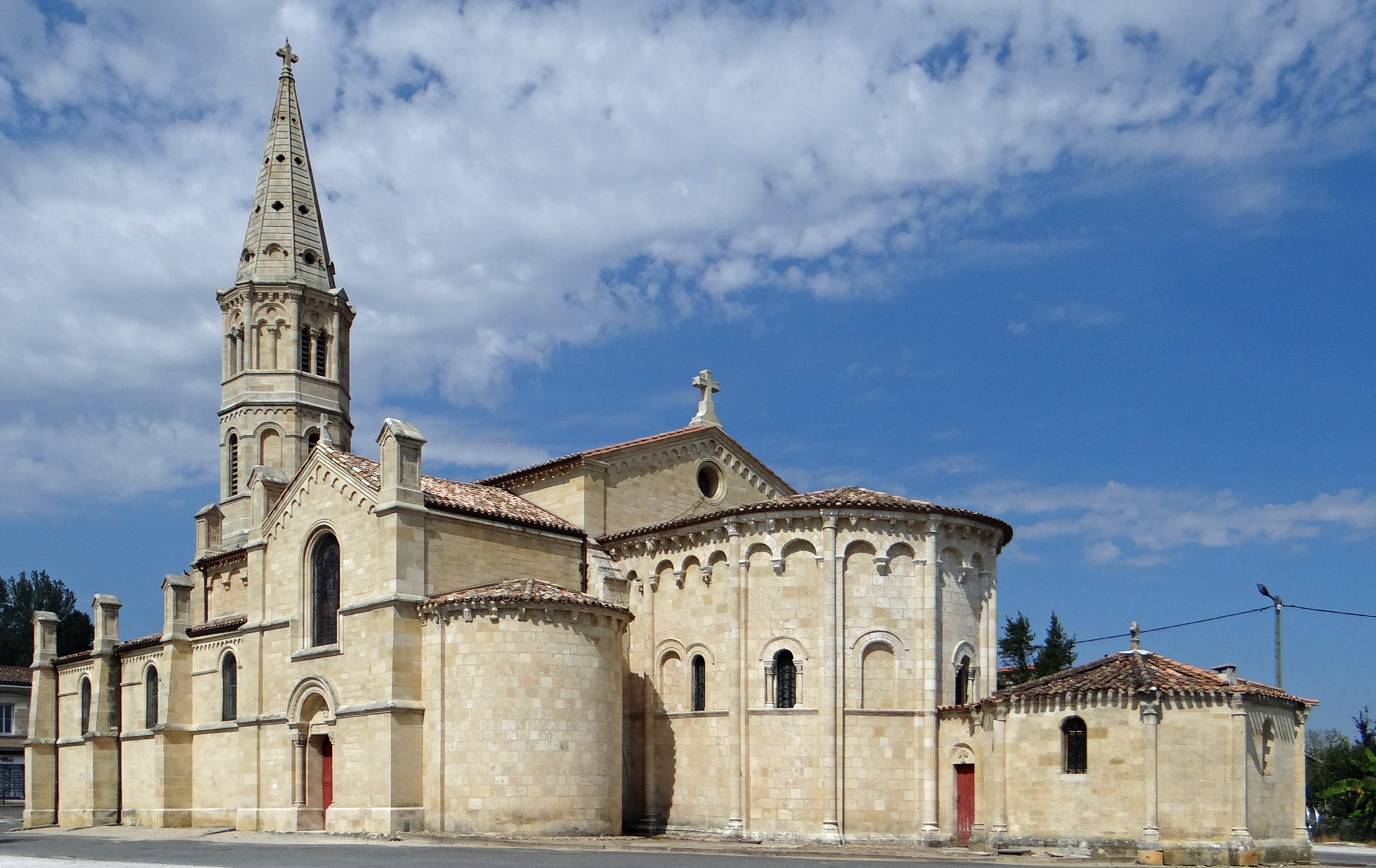
Vue d'ensemble depuis le chevet
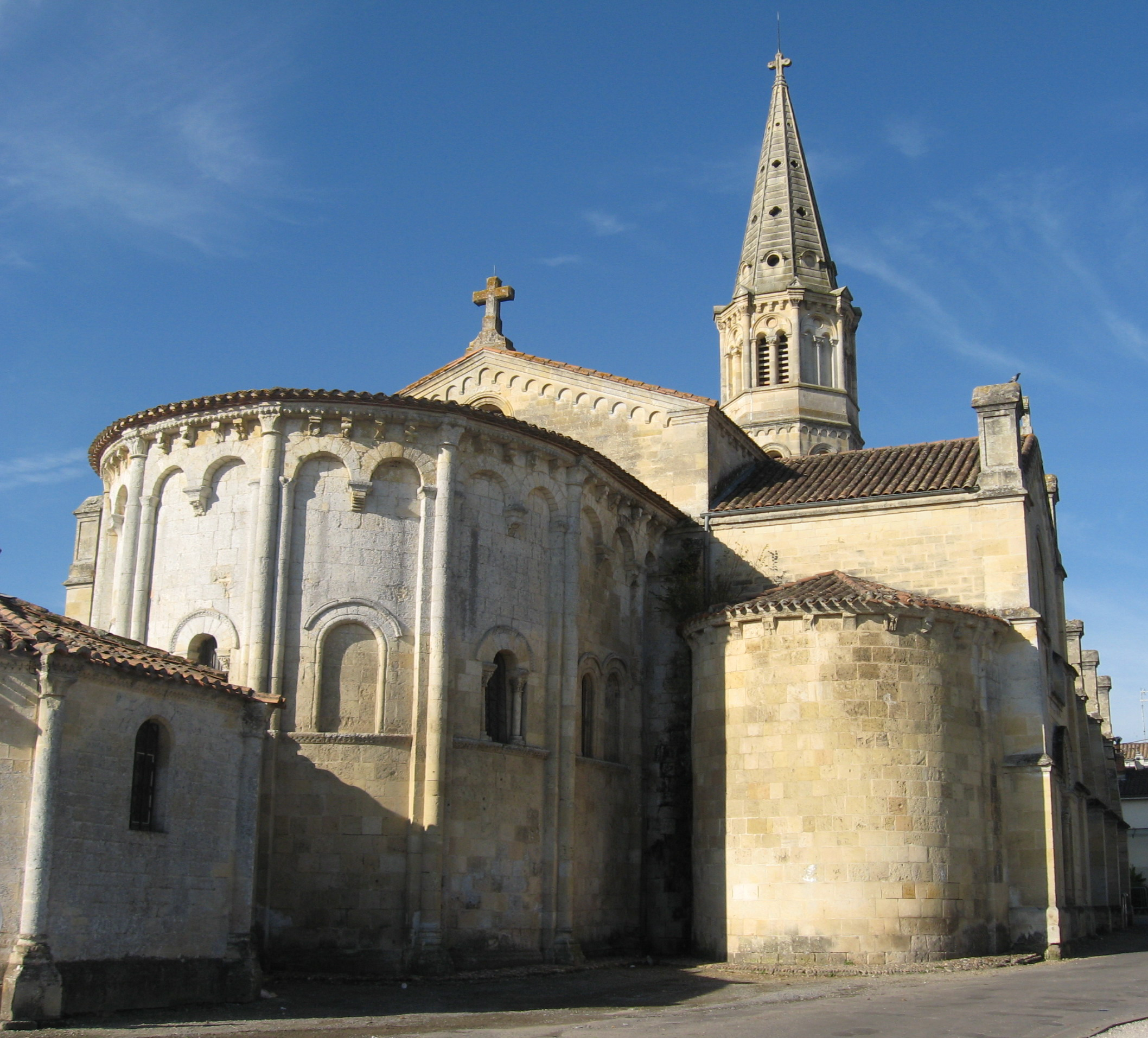
Le chevet avec l'absidiole nord
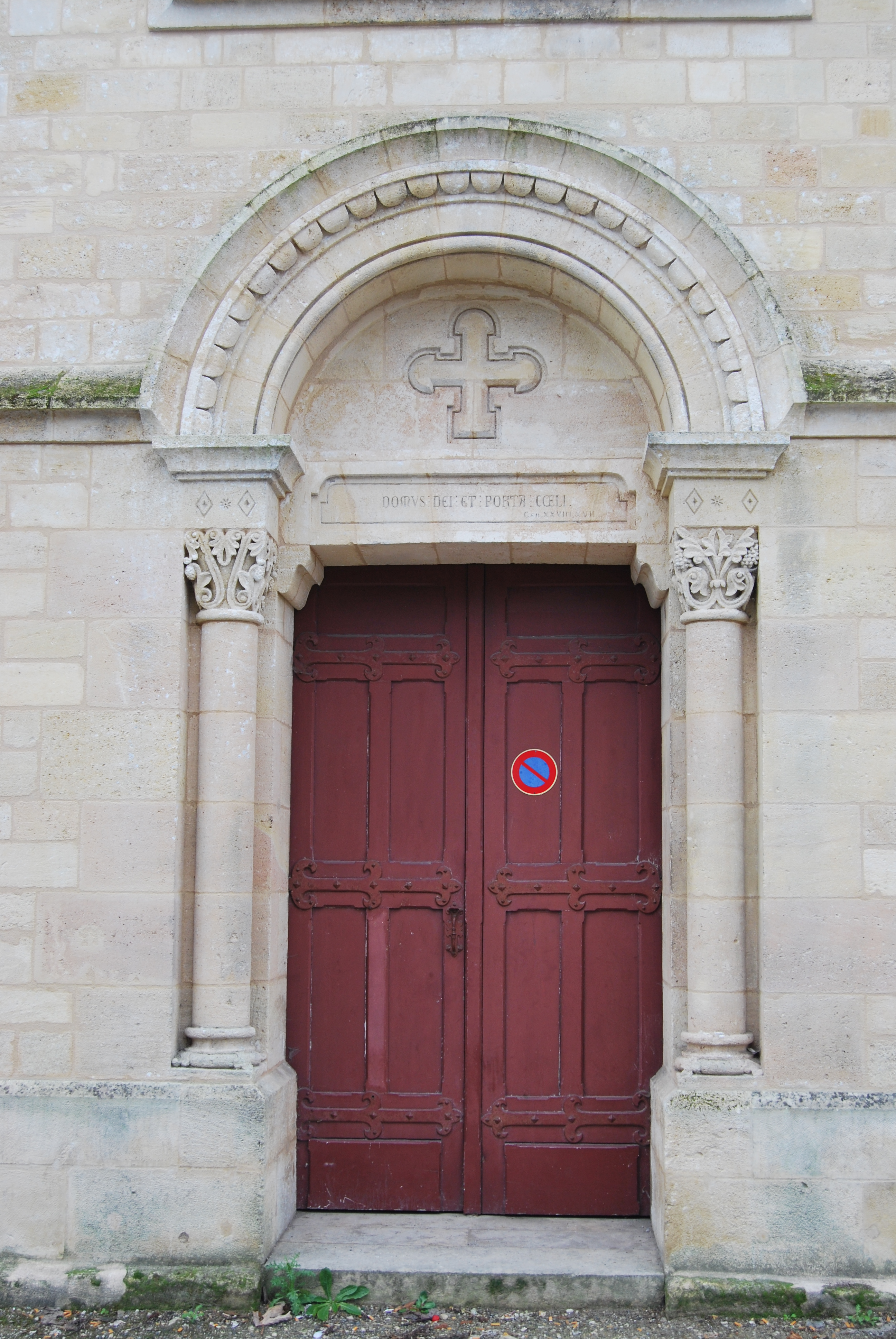
Porte sud
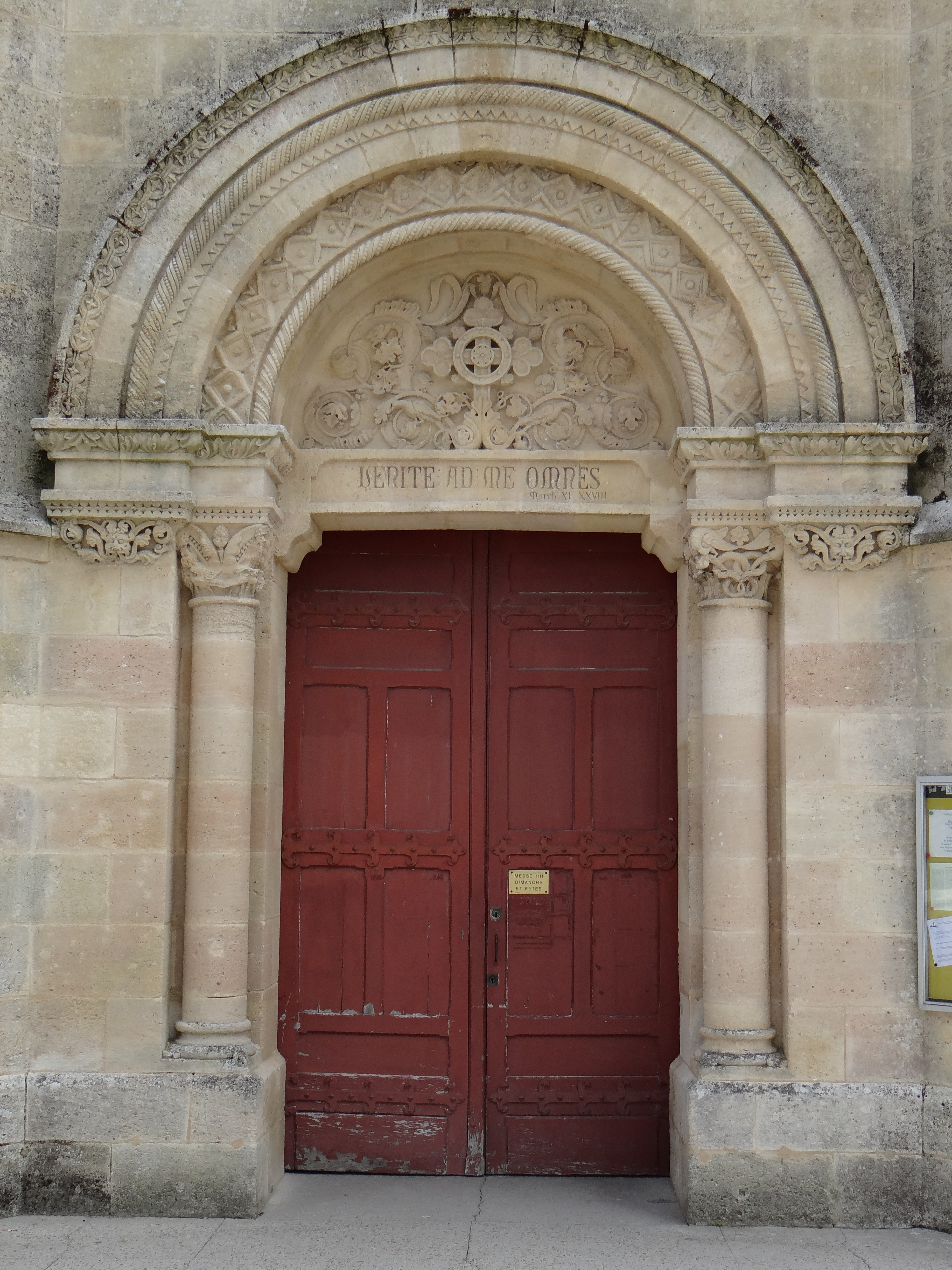
Porte nord
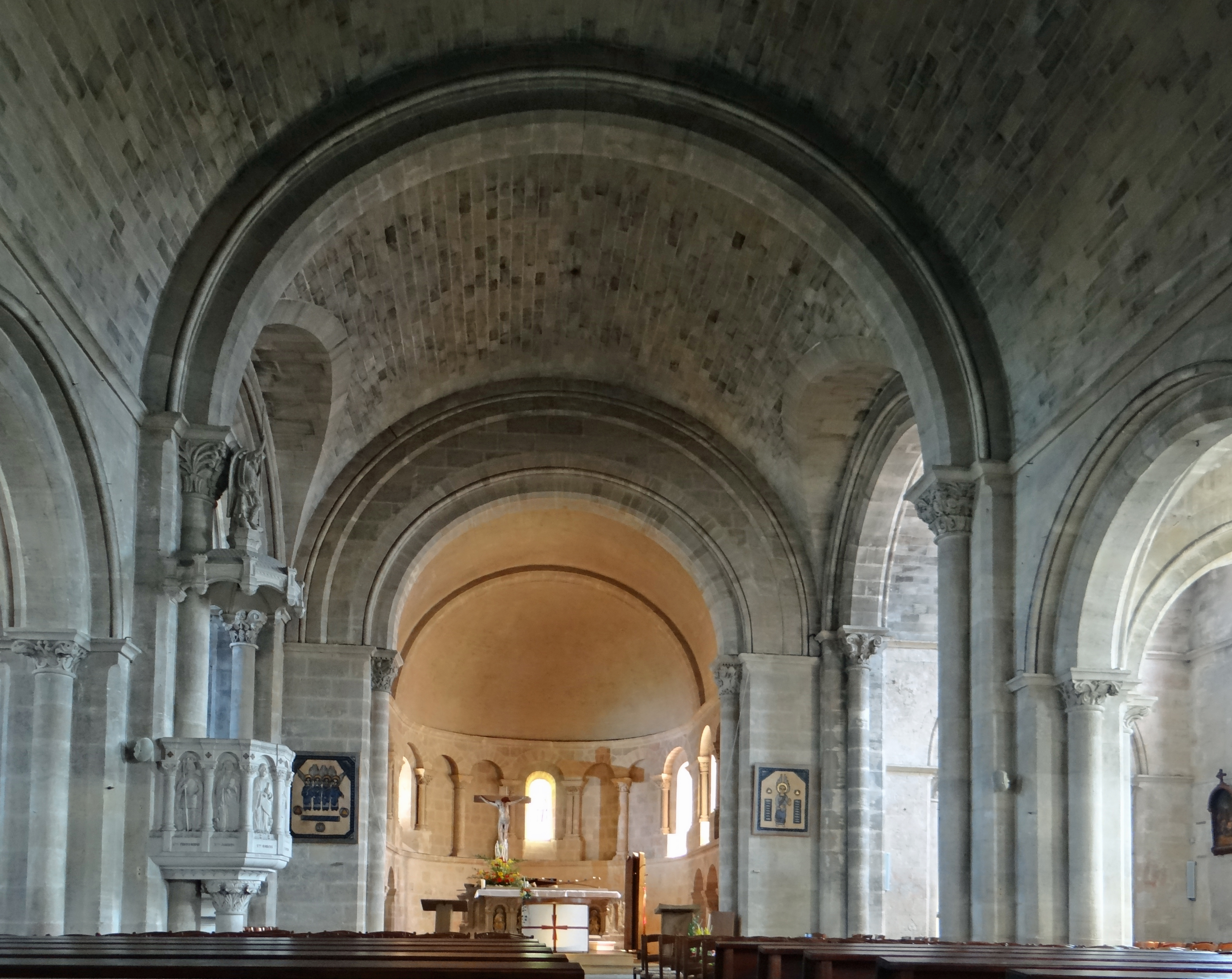
La nef
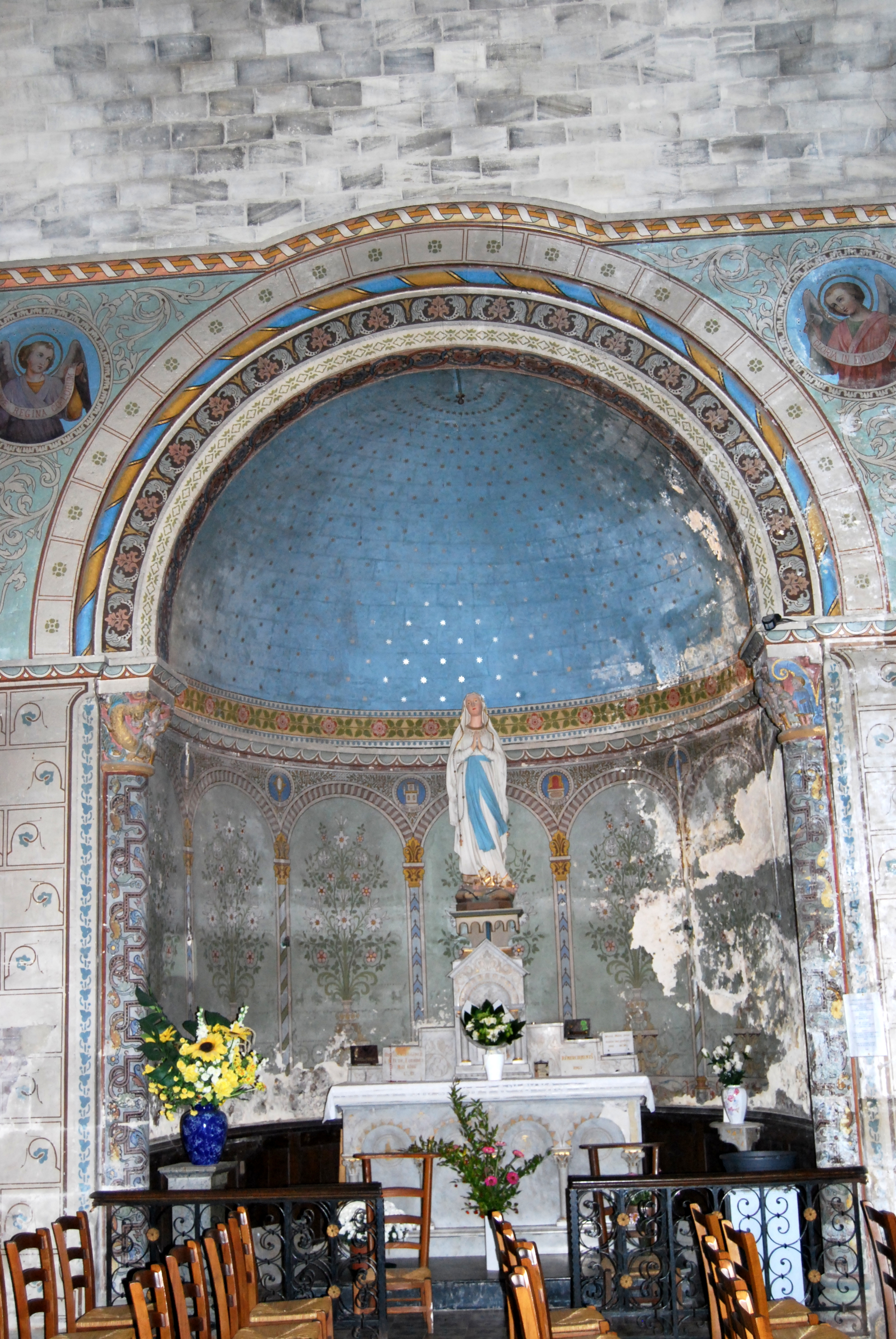
La chapelle sud
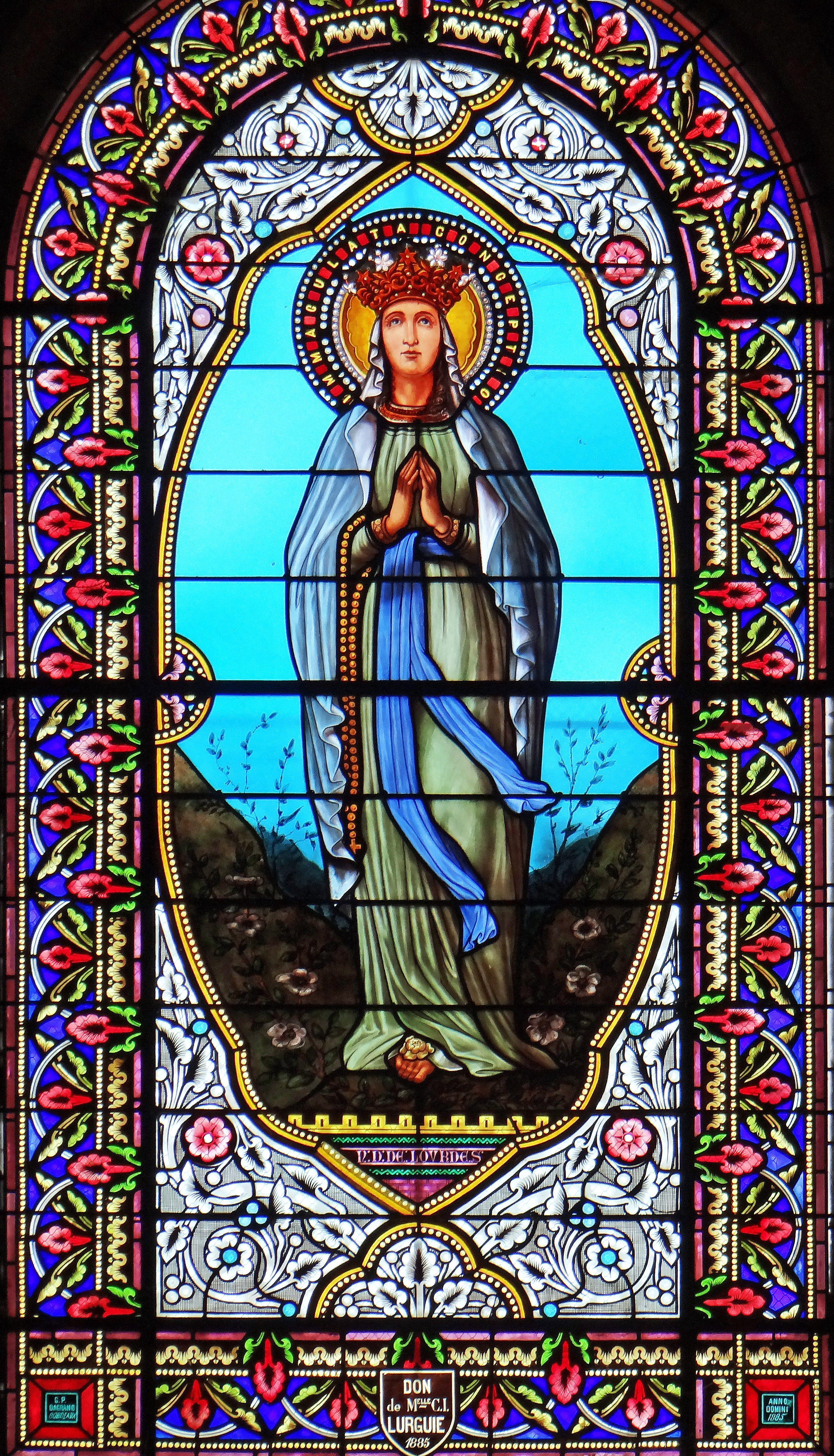
Vitrail Notre Dame de Lourdes par G.P. Dagrant
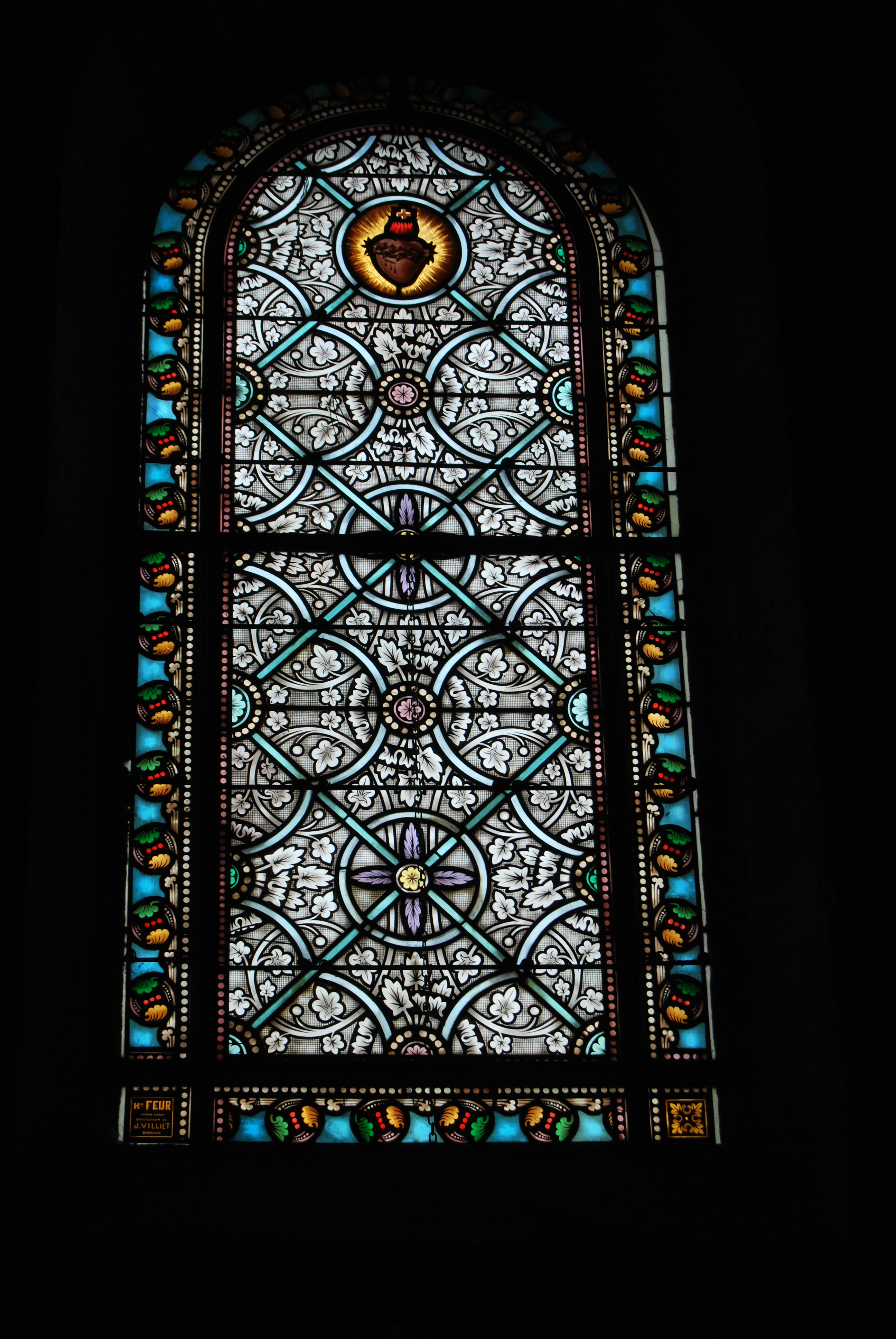
Vitrail par Henri Feur
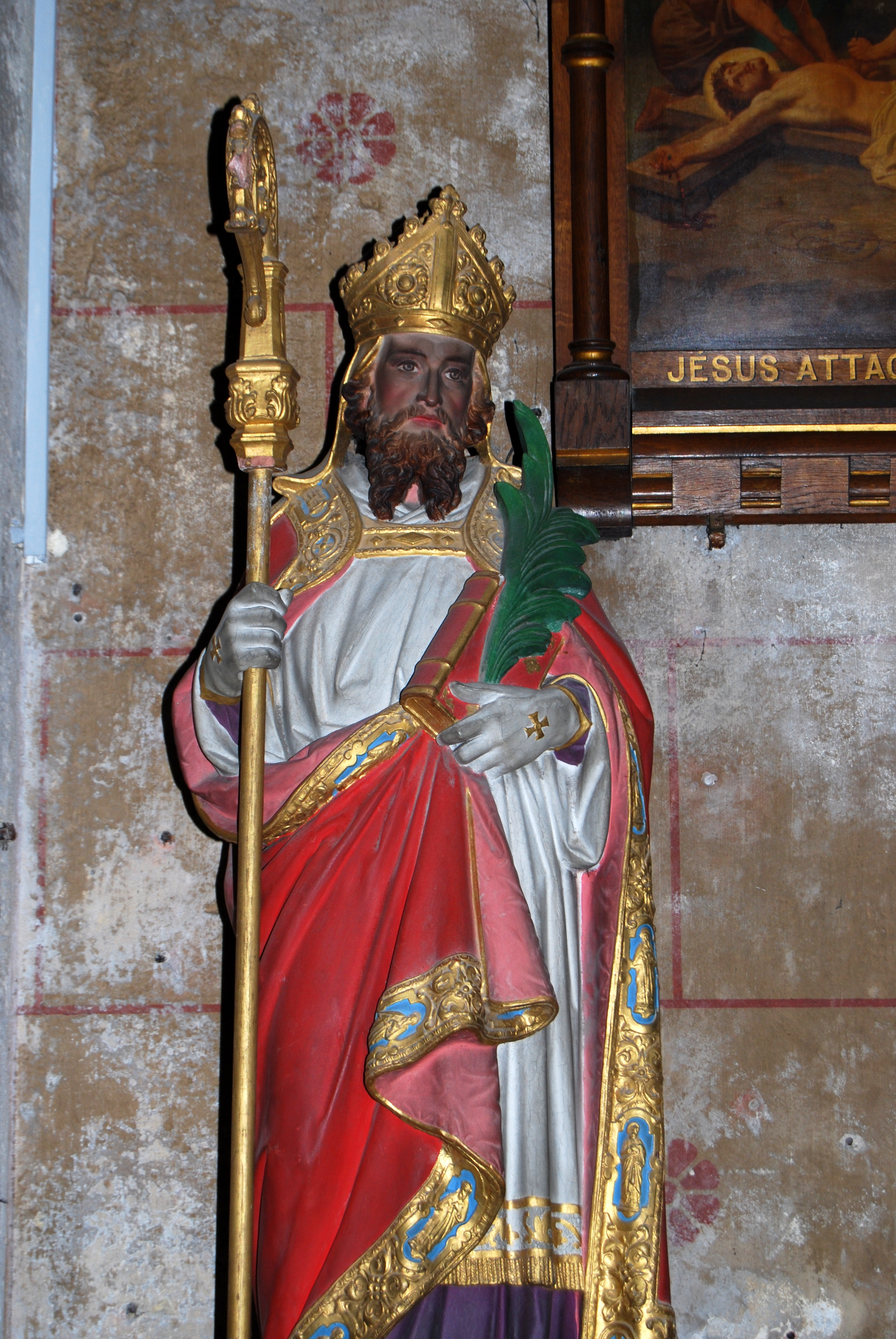
Statue de saint Eutrope XVe siècle

## Saint Eutrope
Saint Eutrope (VIe siècle) fut le premier évêque de Saintes et martyr. Son culte était sans doute véhiculé par les pèlerins de Compostelle, puisqu'il est présent à Saintes, Bordeaux et Léognan. La statue polychrome (150 cm) date du XVe siècle. Eutrope signifiant en grec 'bien tourné', la foi populaire a donné naissance à une procession particulière le jour de la fête du saint: Les femmes enceintes font 9 fois le tour de la châsse contenant des reliques du saint, le priant pour que l'enfant à naître soit bien constitué.

## Chapiteaux romans
Les chapiteaux des fenêtres du chevet sont historiés.
Le premier chapiteau montre une femme nue, chauve, les jambes écartées, qui est entouré par quatre serpents. Deux serpents chuchotent dans ses oreilles; elle tient les deux autres dans ses mains tandis qu'ils tètent ses seins. Le symbole du serpent et la tentation de la femme est très ancien.
Sur le deuxième chapiteau on voit un homme avec une hache, sur le point de fracasser la tête d'une personnage debout. Il est probable que ce scène est le martyre de saint Eutrope qui est raconté dans l'article sur sa vie. (Il y a un chapiteau identique au portail de l'église Saint-Saturnin de Cardan).
Les troisième et quatrième chapiteaux sont plus difficiles à décrypter. Il y a un feuillage en face d'un chapiteau qui montre deux dragons qui sont dos-à-dos, leurs queues rentrantes et sexuées et qui happent deux oiseaux.

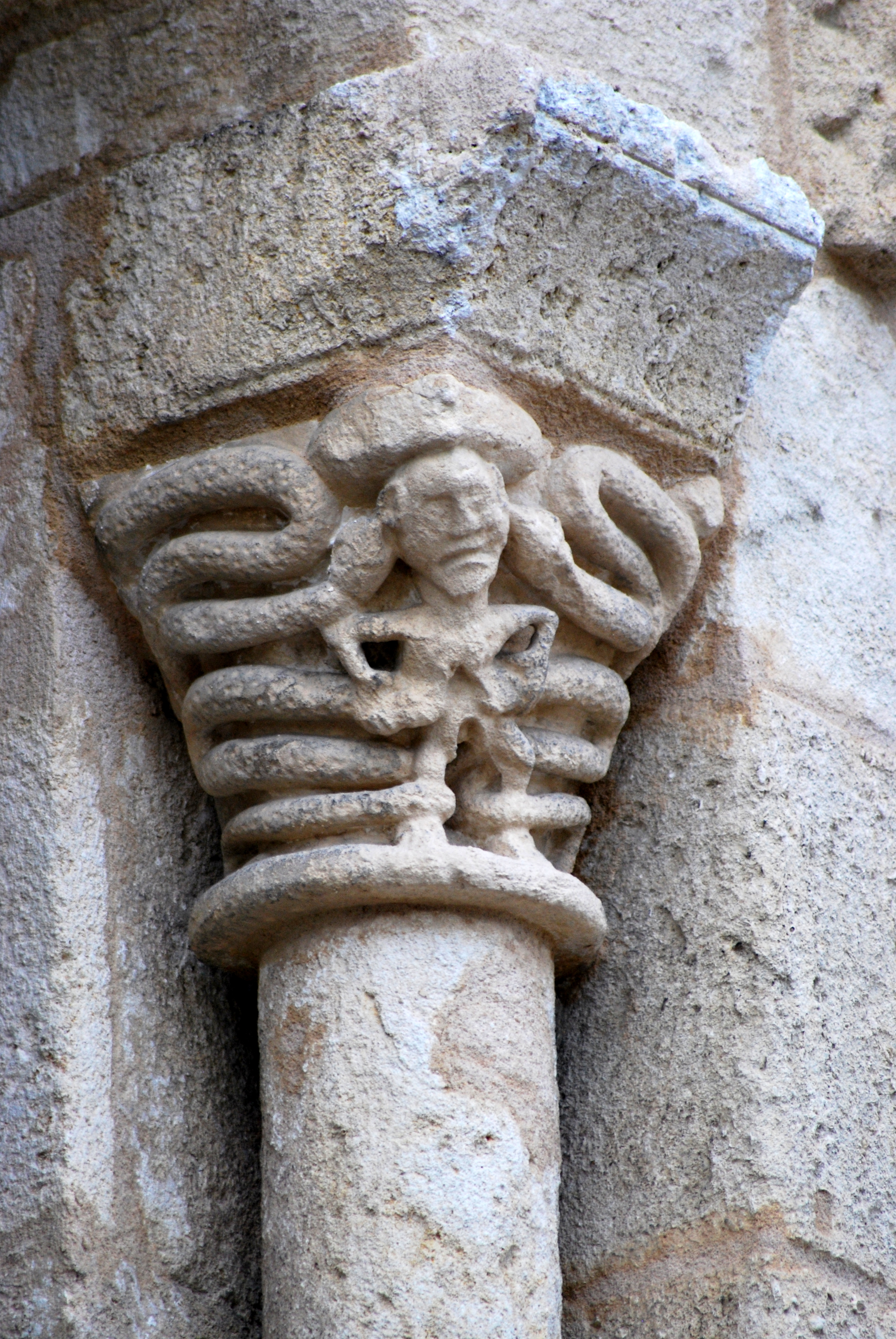
Femme aux serpents
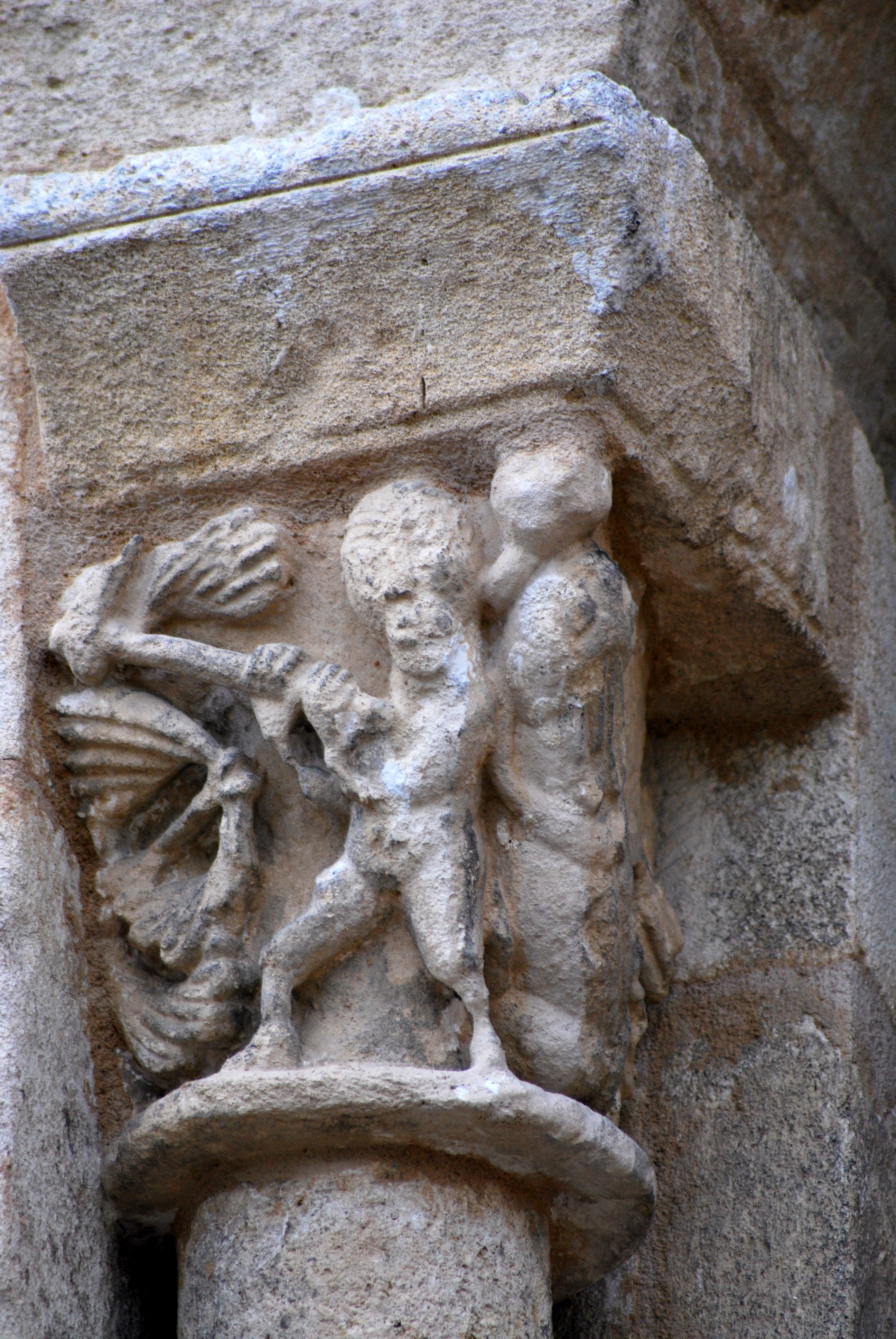
Homme avec hache
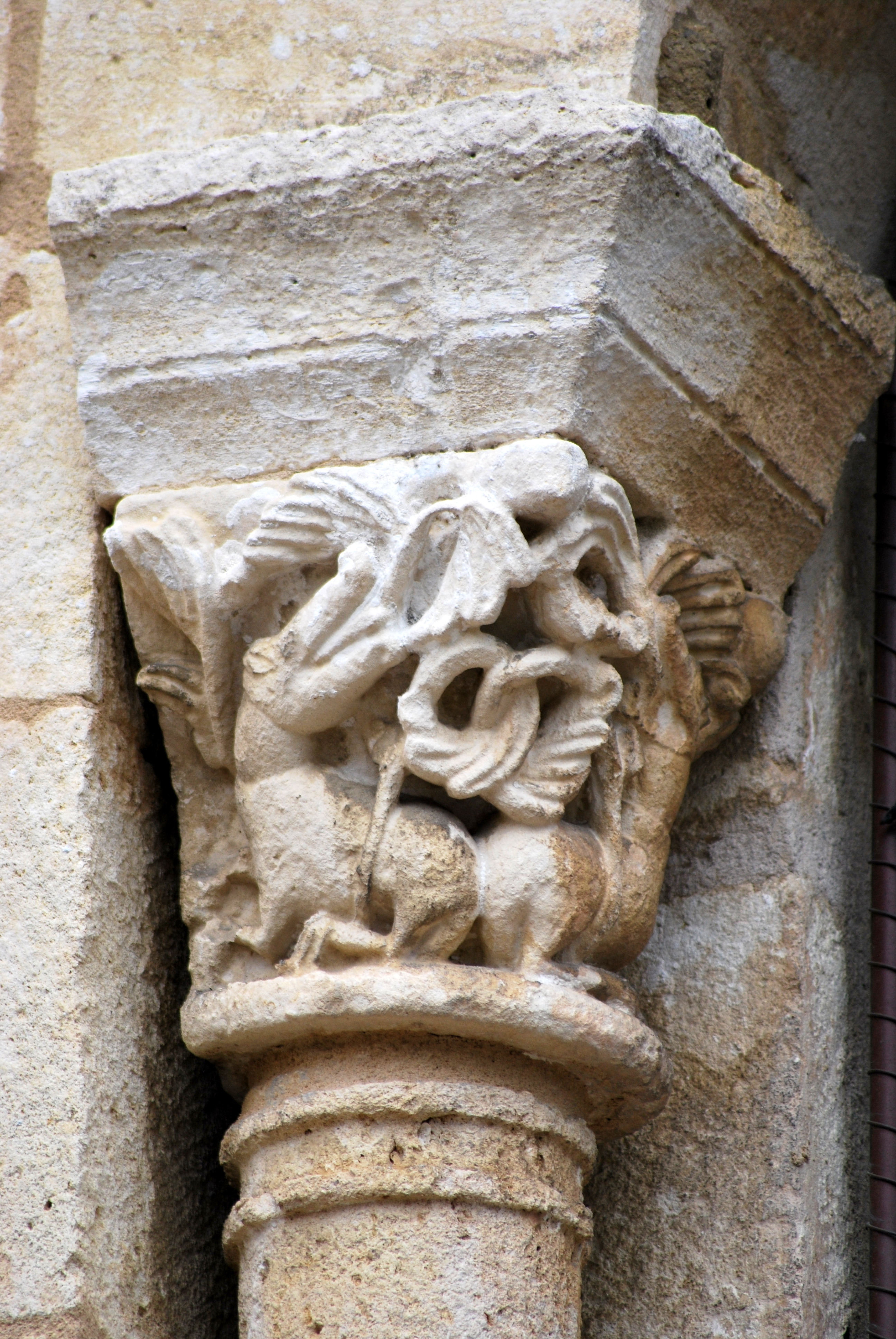
Deux dragons happant deux oiseaux
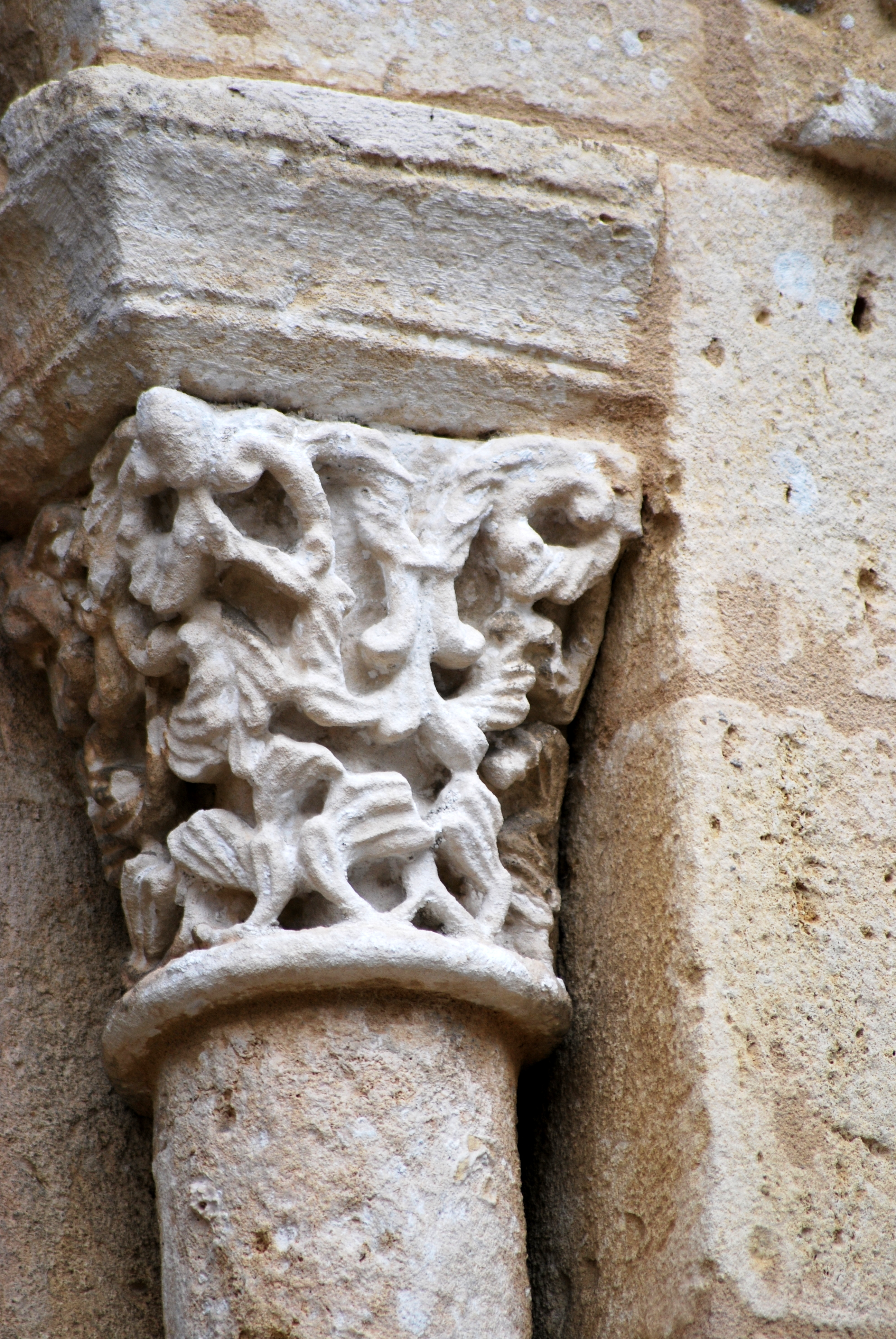
Feuillages
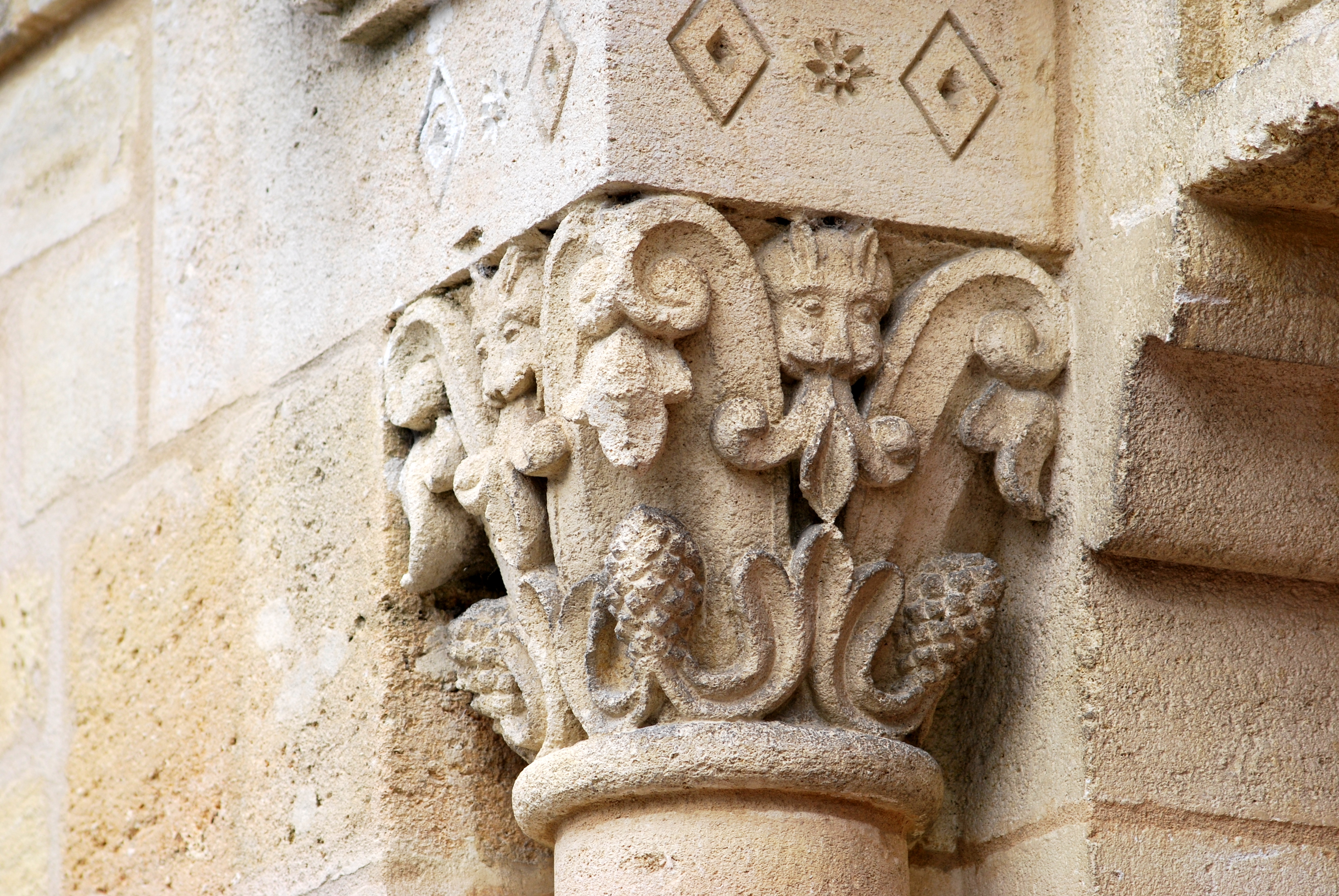
Cracheurs de rinceaux (a)
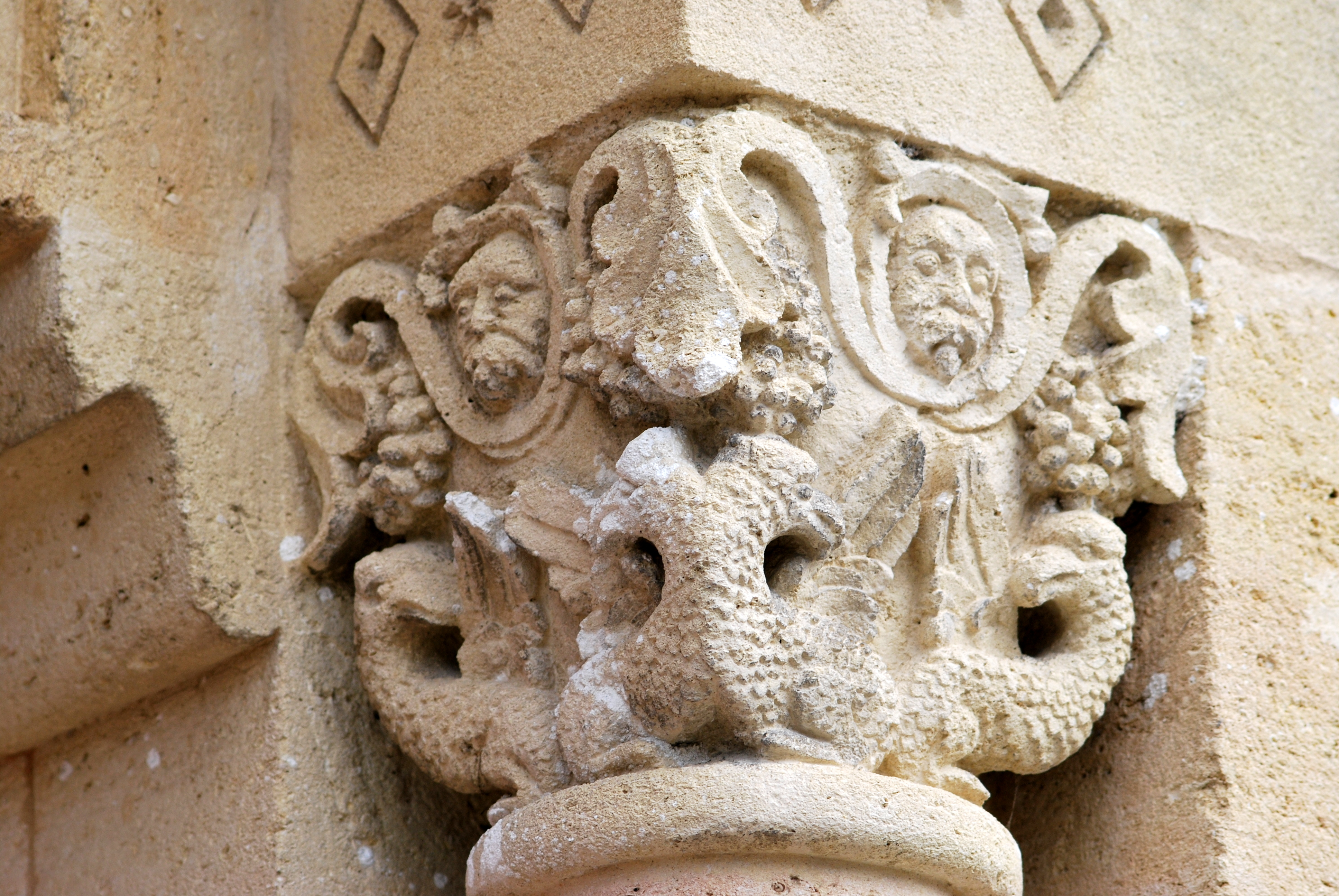
Cracheurs de rinceaux (b)

Le thème de cracheurs de rinceaux ou Homme vert (le Green Man des anglais) est très ancien. À l'époque roman, sur les églises, ils étaient malfaisants par le flot de paroles mensongères qui sort symboliquement de leurs bouches. Ici, sur le chapiteau (a) les figures ont des oreilles pointues, donc maléfiques, sur le chapiteau (b), les hommes sont accompagnés par des griffons, bêtes maléfiques.

## Modillons de la corniche
Le terme modillon désigne un support ornemental placé en saillie au faîte des murs afin de soutenir une corniche. l'ornement peut être géométrique ou figuratif. Les figures sont soit des animaux familiers, des animaux mythologiques, des monstres démoniaques ou des humains. Encore, les figures humaines peuvent représenter des activités telles que : jouer un instrument de musique, une activité de labeur ou une activité résolument sexuelle, ces représentions sont, à nos yeux, surprenant sur le chevet d'une église. Ces derniers types de modillons sont souvent désignés 'obscènes' ou 'impudiques'. Ils sont là pour dénoncer aux pèlerins les péchés capitaux et de les entourer avec des êtes maléfiques.

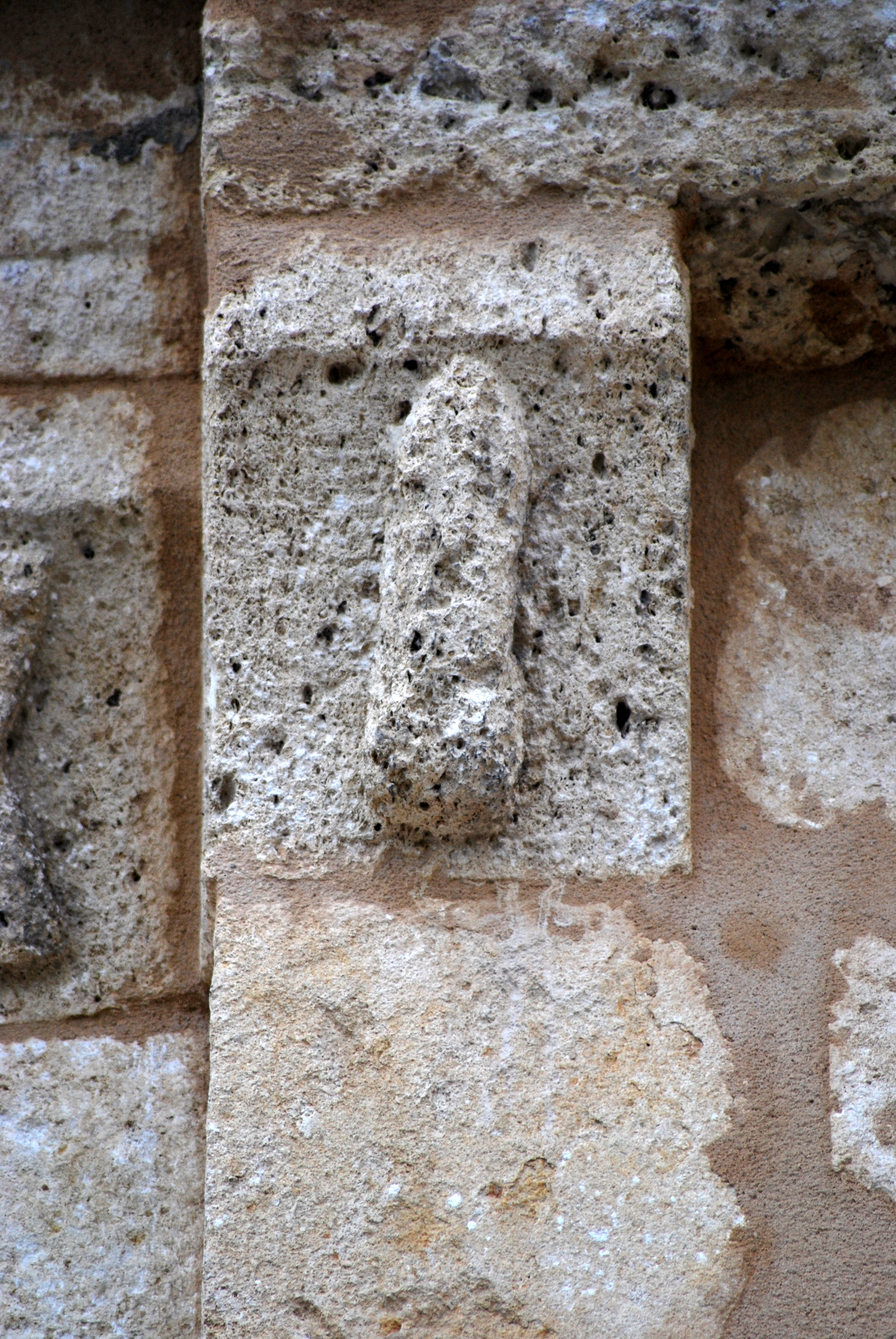
Symbole phallique
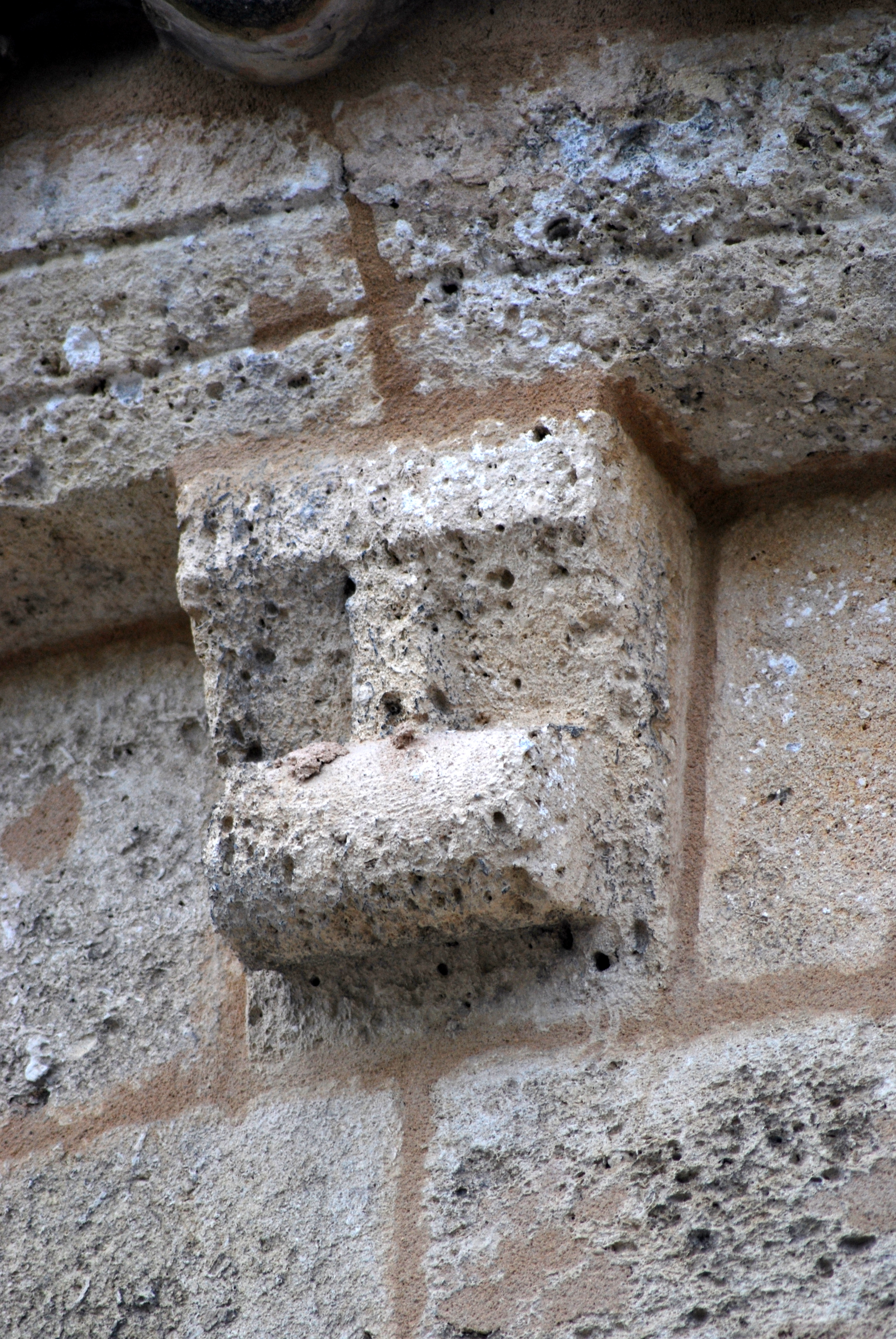
Tonnelet
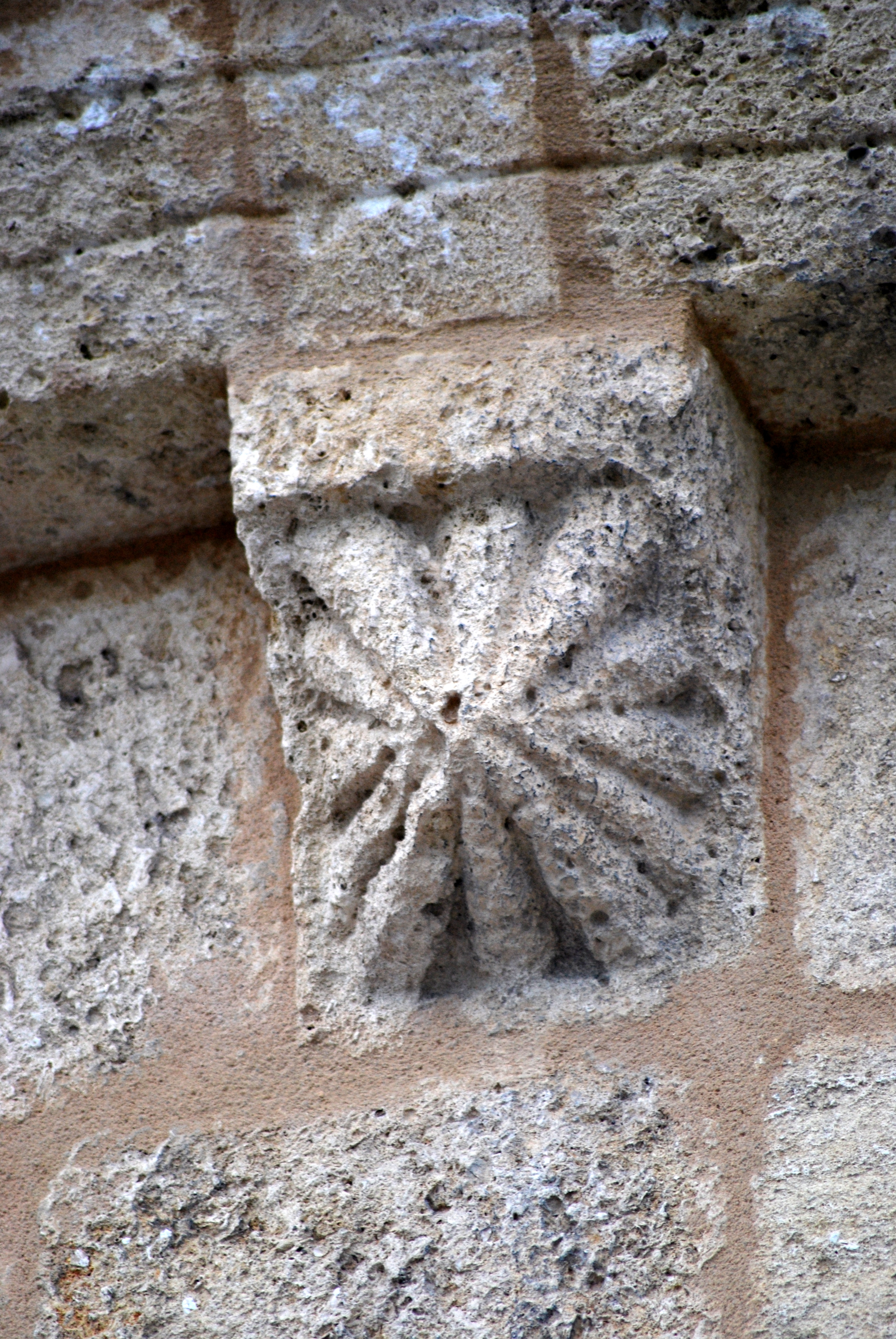
Coquillage
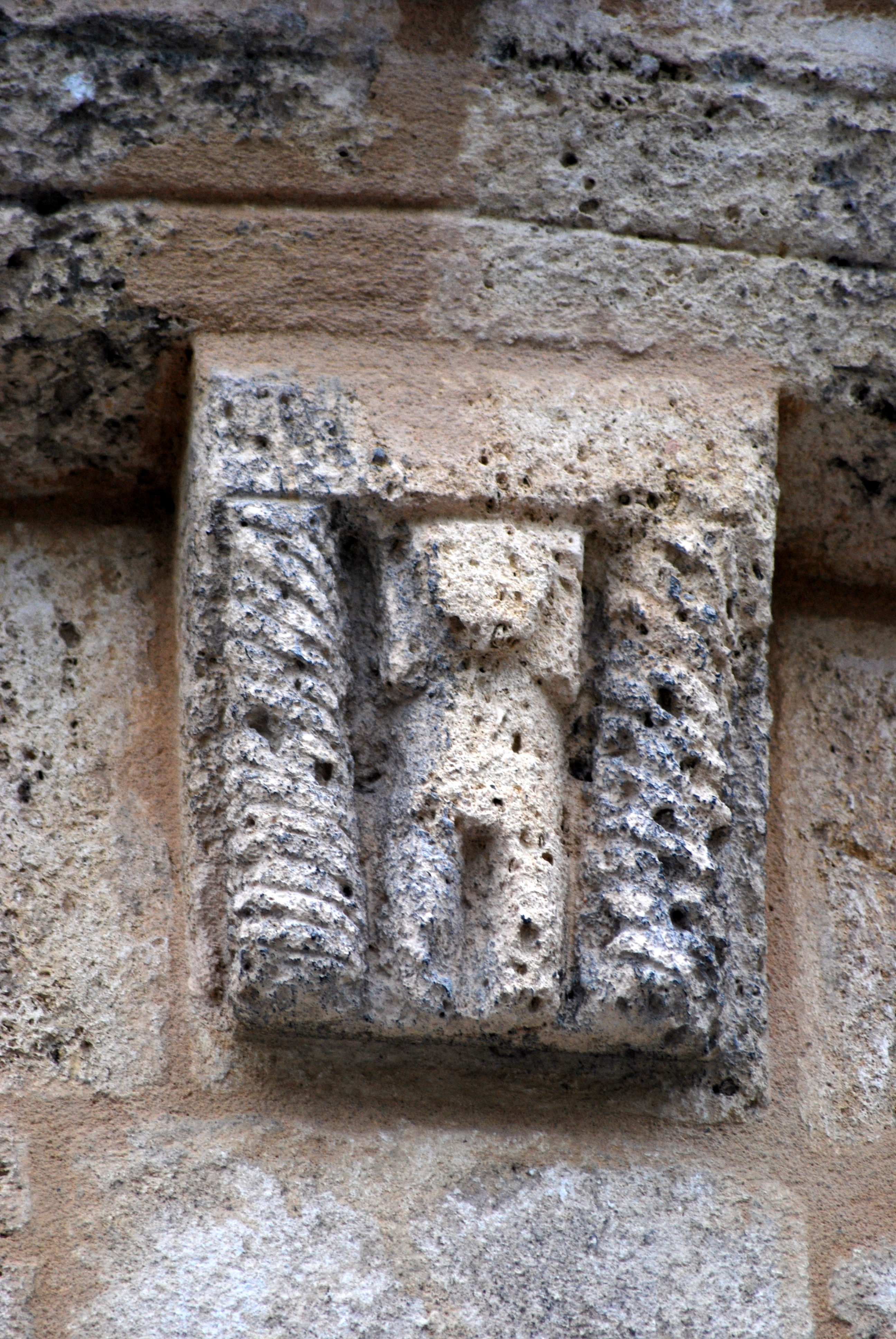
'Egyptien'
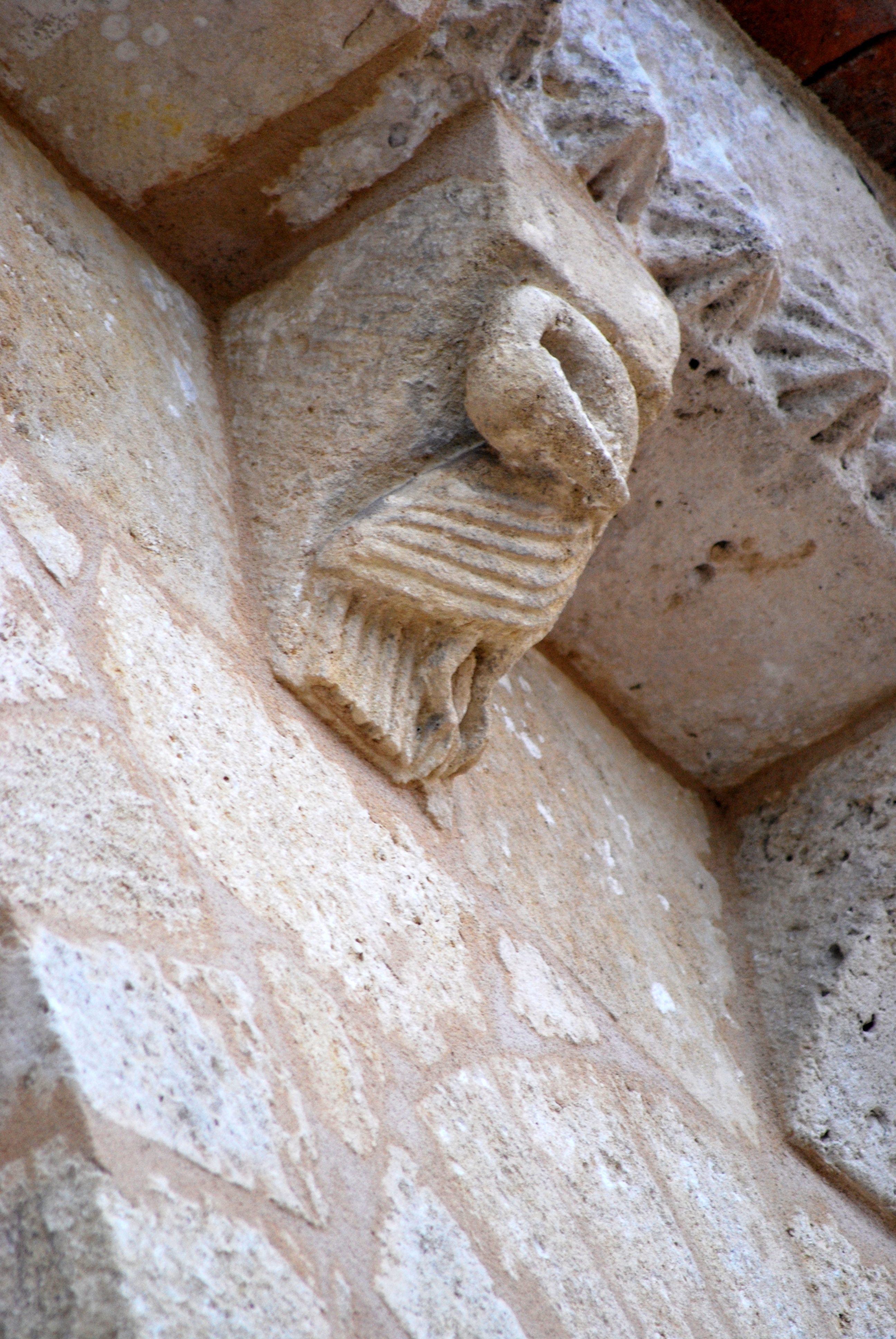
Un caladrius
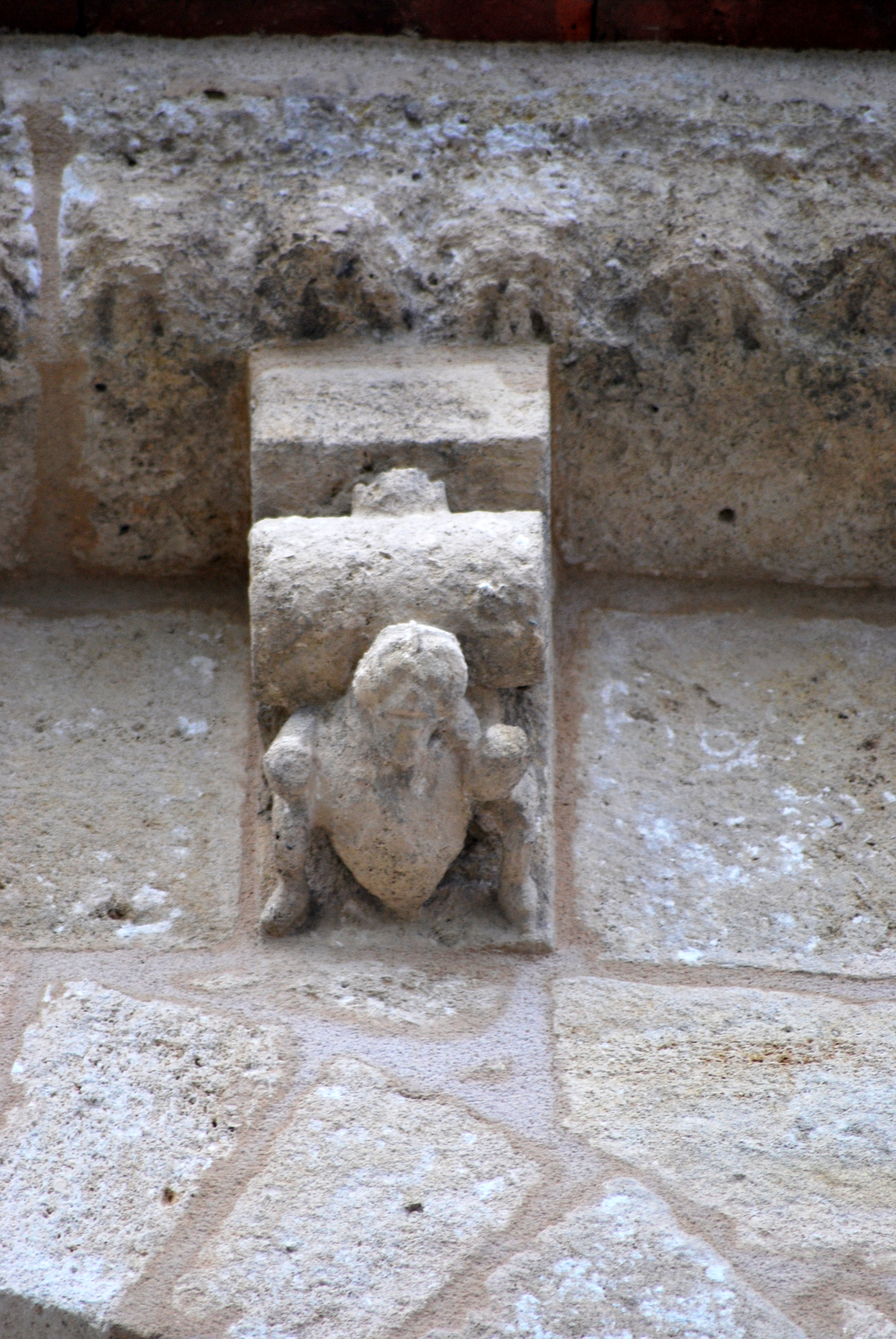
Homme portant un tonnelet
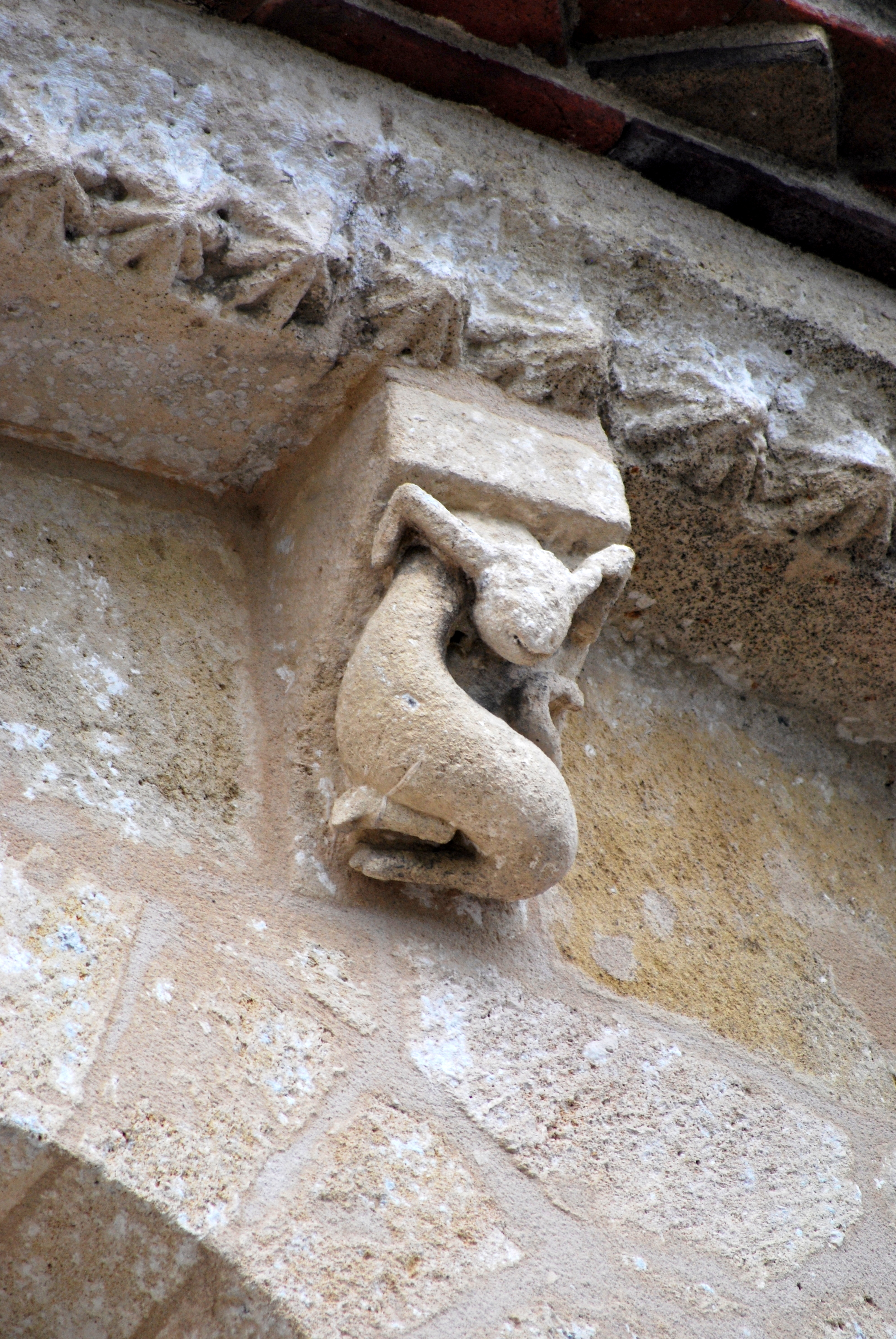
Monstre maléfique
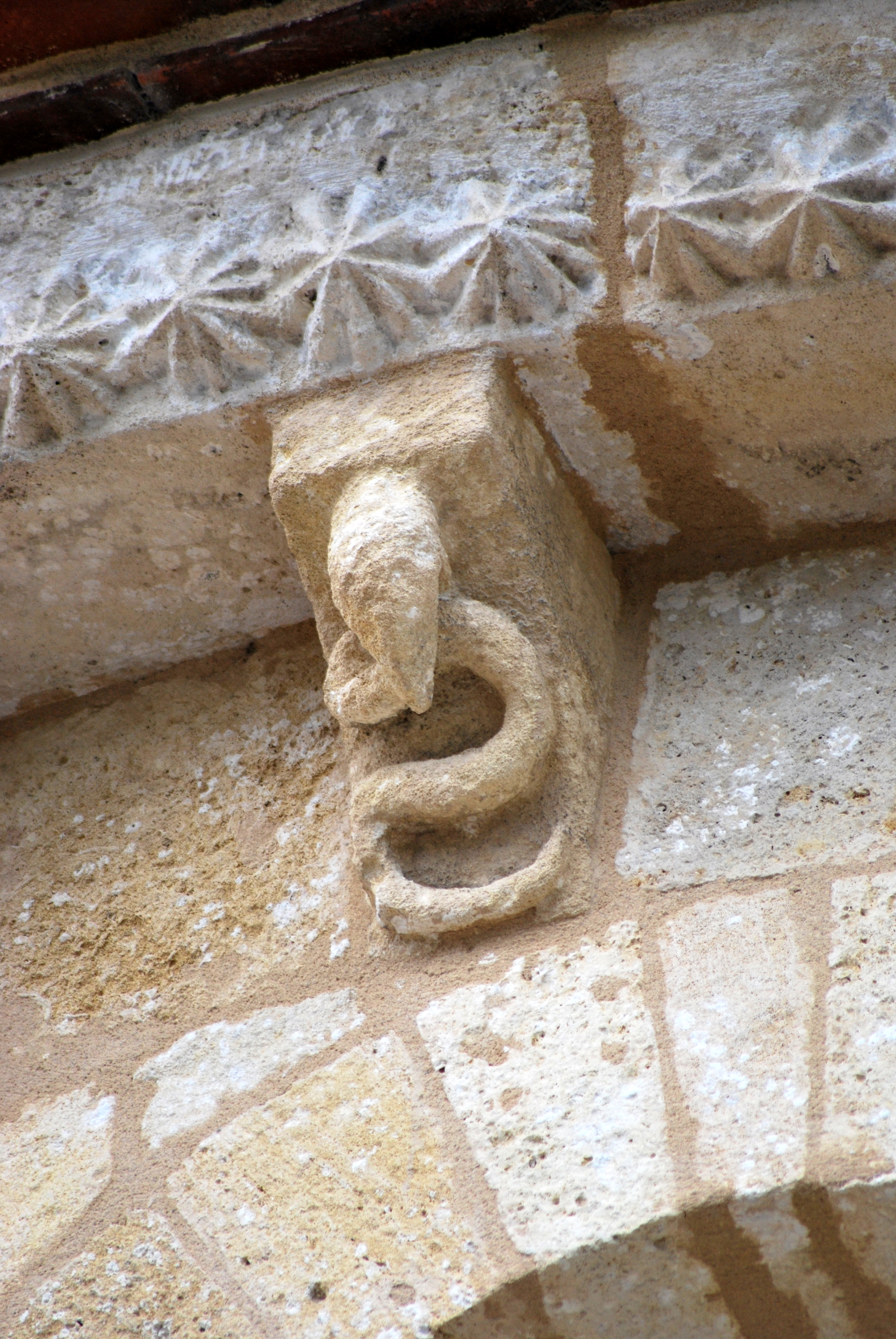
Serpent
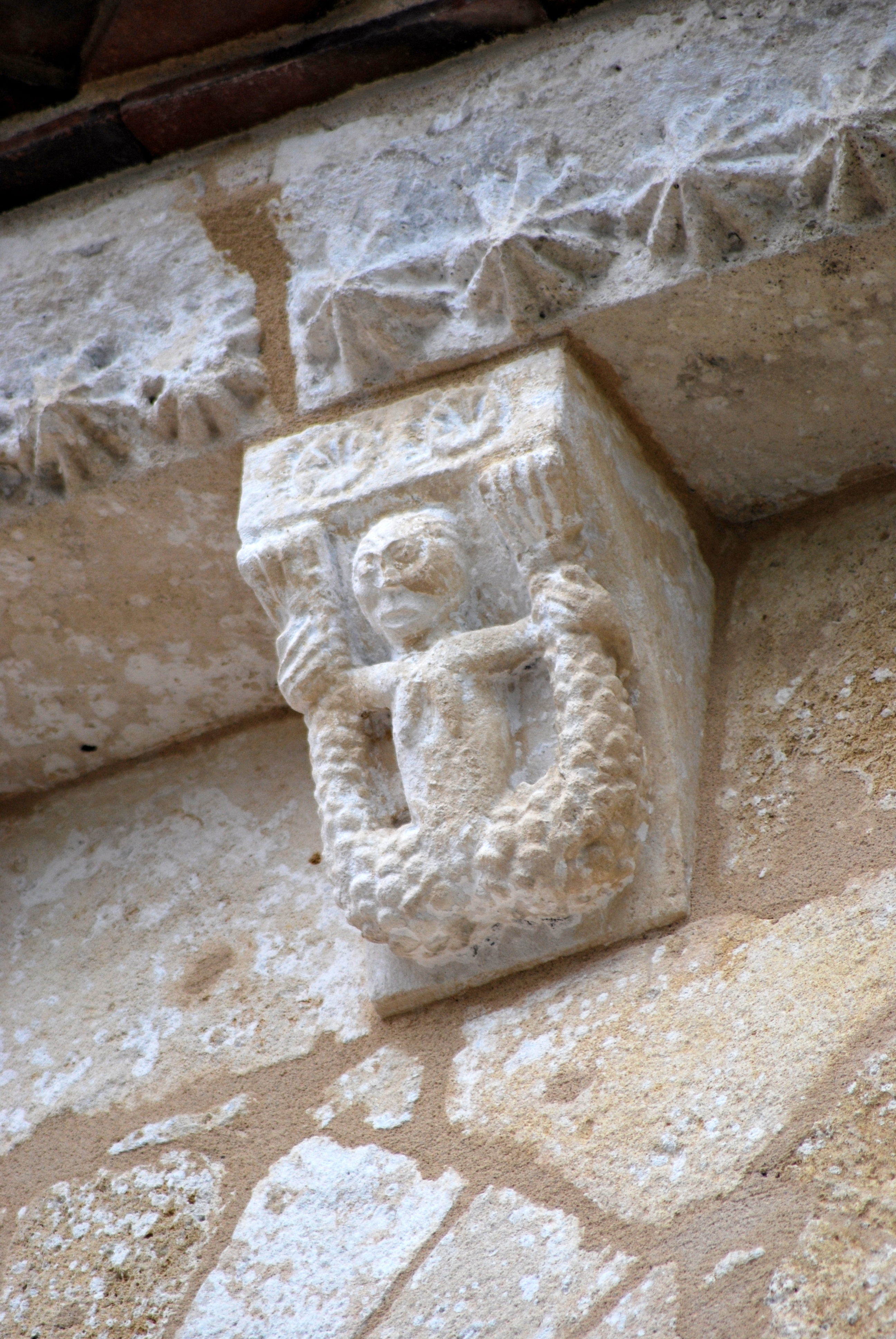
Sirène bi-caudale
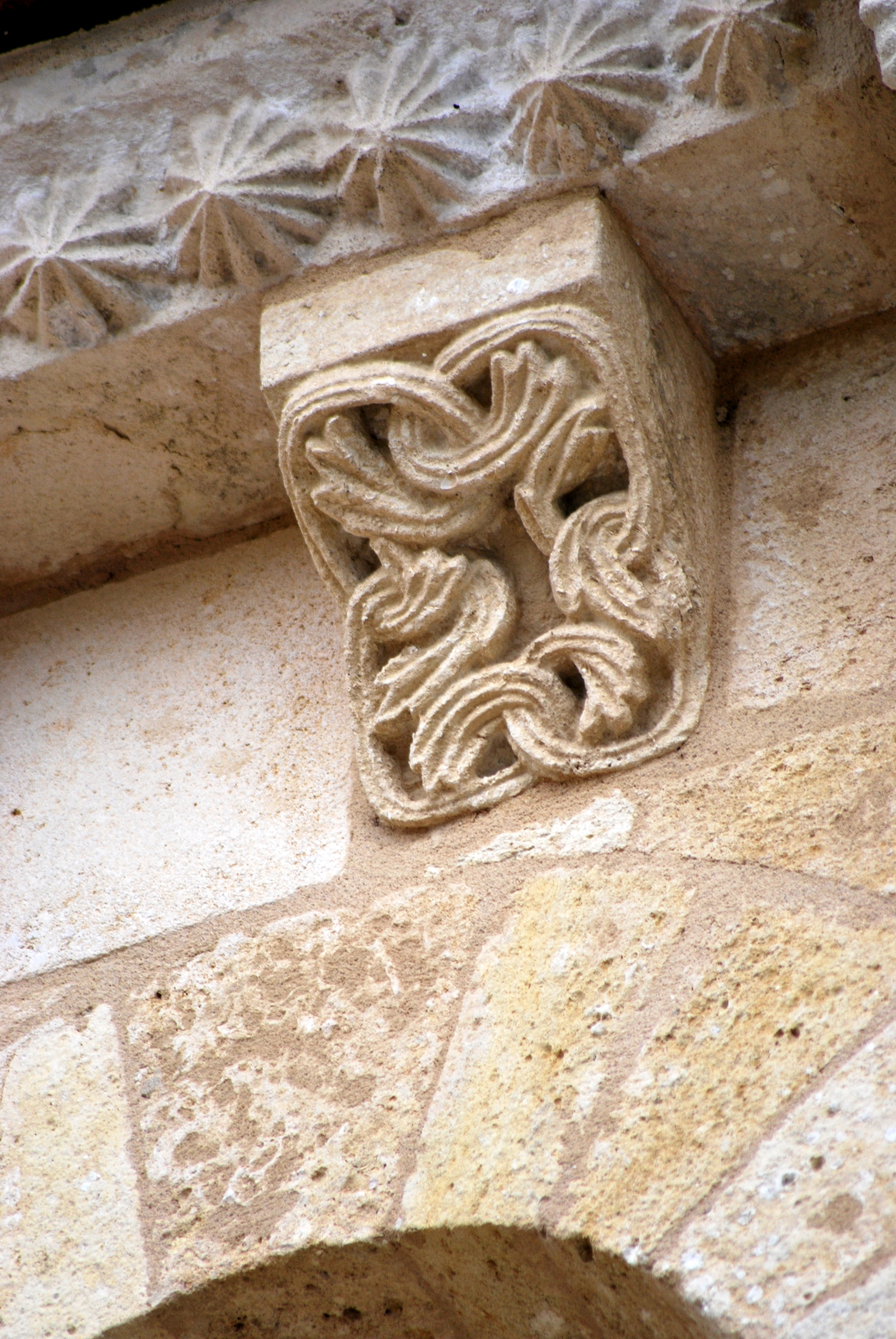
Entrelacs
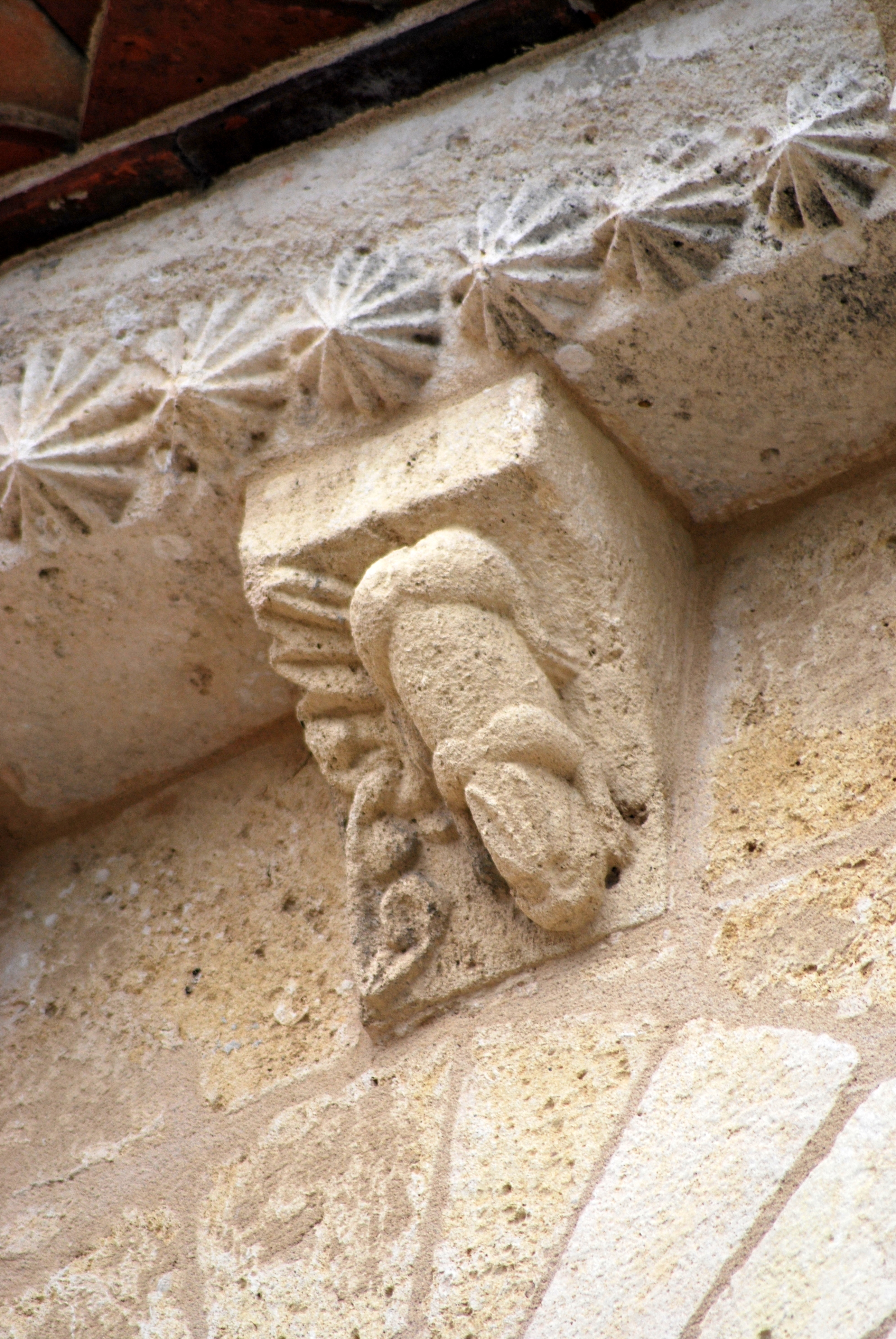
Lièvre

Sur l'église Saint-Martin, le péché de chair est représenté par un symbole phallique et par une sirène avec ses deux queues de poisson écartées comme des jambes; l'ivresse est représenté par le tonnelet de vin; l'avarice par un homme qui porte autour du cou une bourse et sur le dos un démon pose un tonnelet. Le lièvre ou lapin a un comportement sexuel débridé. Autour d'eux des êtres maléfiques.
L'oiseau qui détourne sa tête est le caladrius, qu'avait au Moyen Âge la réputation de prophétie:"Si la maladie de l'homme est mortelle, l'oiseau détourne ses yeux". La maladie dont sont infectés les paroissiens et pèlerins est de nature morale, c'est le péché.